# Becoming Karl Lagerfeld
Becoming Karl Lagerfeld è una miniserie televisiva francese, creata da Isaure Pisani-Ferry, Jennifer Have e Raphaëlle Bacqué, trasmessa dal 7 giugno 2024 sulla piattaforma streaming Disney+. È l'adattamento del libro Kaiser Karl di Raphaëlle Bacqué, che descrive la vita dello stilista Karl Lagerfeld, con Daniel Brühl nel ruolo di Karl.

## Sinossi
La serie esplora la vita del celebre stilista negli anni '70, svelando il lato oscuro e affascinante della moda

## Le riprese
Le riprese iniziano a marzo 2023, tra Francia, Monaco e Italia.

## Episodi
| N° | Titolo originale | Titolo italiano              | Pubblicazione USA | Pubblicazione Italia |
| -- | ---------------- | ---------------------------- | ----------------- | -------------------- |
| 1  |                  | Mercenario del prêt-à-porter |                   |                      |
| 2  |                  | Ha uno stile?                |                   |                      |
| 3  |                  | A letto con Karl             |                   |                      |
| 4  |                  | La pessima reputazione       |                   |                      |
| 5  |                  | Il matrimonio del secolo     |                   |                      |
| 6  |                  | Monaco?                      |                   |                      |